# Lluïsa Vela
Lluïsa Vela i Lafuente (Toixa, València, 17 d'abril de 1884 - Polop, Marina Baixa, 2 de setembre de 1938), va ser una de les grans sopranos de la primera part del segle XX espanyol. Figura destacada en la sarsuela, va heretar dels seus progenitors la passió per la música, igual que els seus dos germans, sent el major un bon cantant amateur i el menor, Telmo Vela, un famós concertista de violí reconegut internacionalment. Va ser una cantant amb un repertori molt ampli, que incloïa òpera, opereta i sarsuela.

## Biografia[1]
El seu pare era el prestigiós cirurgià Telmo Vela Sánchez (nascut a la llavors colònia espanyol de les Filipines), i la seva mare Teresa Lafuente (nascuda a Crevillent, Alacant), dona de preciosa veu. Lluïsa Vela va néixer a Toixa, localitat on havia estat destinat el seu pare. La família es va traslladar a Crevillent, motiu pel qual alguns pensen que Lluïsa Vela va néixer a aquesta localitat.
Quan la Lluïsa va començar a mostrar una certa vocació teatral, els pares es van resistir a deixar-la seguir aquest camí, però en veure com els seus fills progressaven en la música, el pare va decidir facilitar-los la formació traslladant-se de nou a València el 1893.
Lluïsa Vela va estudiar música i cant en el conservatori de València, sota la batuta del mestre Lluís Torregrosa. Amb 16 anys es va presentar al públic amb la sarsuela Jugar con fuego, causant una gran admiració. Després d'aquest gran èxit es va incorporar a la companyia lírica del baríton català Emili Sagi i Barba. El 1908 cantà una aplaudida Marina a Madrid i tres anys després es presentà a l'Havana amb Tosca.
EL 29 d'agost de 1912 va contraure matrimoni a Montevideo amb el baríton Emili Sagi, després que ell aconseguís el divorci de la seva primera esposa, la ballarina Concepció Liñán, d'una forma que va ser considerada per la ballarina com a fraudulenta, per la qual cosa va interposar una demanda contra ell, per bigàmia, que no tingué èxit, sent considerat vàlid el matrimoni de l'Emili Sagi amb Lluïsa Vela a tots els efectes.
El 5 de febrer de 1914 va participar en l'estrena al Circo Price de Madrid de la primera versió de Las golondrinas, en versió sarsuela, del compositor José María Usandizaga, fent el paper principal, i dissimulant amb roba ampla el seu avançat estat de gestació del que seria el baríton Lluís Sagi i Vela. De fet, això va fer que Lluïsa Vela anomenés el seu fill "el golondrino" al llarg dels assajos de l'obra.
El 14 de novembre del mateix any de 1914 va participar, juntament amb el seu marit, en l'estrena espanyola de l'obra La vida breve, de Manuel de Falla, que havia estat estrenada en forma absoluta a Niça l'1 d'abril de 1913.
Es va retirar jove dels escenaris, l'any 1926, potser a causa d'una malaltia que la incapacitava, una afecció del sistema nerviós.
Va morir a la casa del matrimoni Sagi-Vela de Polop de la Marina, el 2 de setembre de 1938.

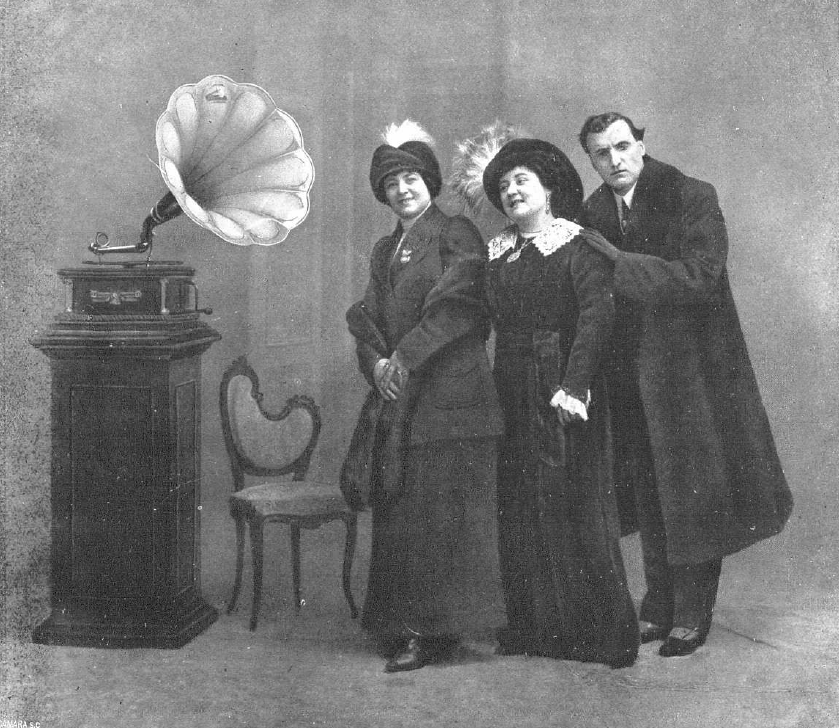
Fotografia de 1912 en la qual es veu Lluïsa Vela al costat d'Emili Sagi i Peligros Pujol, tiple còmica de la companyia

## Sarsueles enregistrades[10]

### Completes
- La ciudad eterna, d'Eduard Granados
- Los cadetes de la reina, de Pablo Luna
- La Generala, d'Amadeu Vives
- La dogaresa, de Rafael Millán (La Voz de su Amo, 1920)
- El pájaro azul, de Rafael Millán (La Voz de su Amo, 1921)
- El dictador, de Rafael Millán (La Voz de su Amo, 1923)
- La reina mora, de José Serrano (Blue Moon, 1932)

### Fragments
- Benamor, de Pablo Luna
- Blanco y negro, de Rafael Millán
- Bohemios, d'Amadeu Vives
- Campanone, de Vicent Lleó
- El aduar, de Pablo Luna
- El anillo de hierro, de Pere Miquel Marquès
- El asombro de Damasco, de Pablo Luna
- El Conde de Luxemburgo, de Vicent Lleó
- El dúo de La Africana, de Manuel Fernández Caballero
- El juramento, de Joaquín Gaztambide
- El puñao de rosas, de Ruperto Chapí
- Jugar con fuego, de Francisco Asenjo Barbieri
- La alsaciana, de Jacinto Guerrero
- La princesa del dollar (opereta), de Leo Fall
- La revoltosa, de Ruperto Chapí
- La rosa del azafrán, de Jacinto Guerrero
- La viuda alegre (opereta), de Franz Lehár
- Las golondrinas, de José María Usandizaga
- Los buscadores de oro, de Rafael Millán
- Los cadetes de la reina, de Pablo Luna
- Los saltimbanquis, de Tomás Reig Arpa
- Maruxa, d'Amadeu Vives
- Marina, d'Emilio Arrieta